# Greeneville
Greeneville és una població dels Estats Units a l'estat de Tennessee. Segons el cens del 2000 tenia 15.198 habitants.
Hi ha el Lloc Històric Nacional d'Andrew Johnson, amb una casa on va viure el president dels Estats Units Andrew Johnson i el cementiri on és enterrat.

## Demografia
Segons el cens del 2000, Greeneville tenia 15.198 habitants, 6.641 habitatges, i 4.097 famílies. La densitat de població era de 417,9 habitants/km².
Dels 6.641 habitatges en un 25,5% hi vivien nens de menys de 18 anys, en un 44,6% hi vivien parelles casades, en un 13,9% dones solteres, i en un 38,3% no eren unitats familiars. En el 34,5% dels habitatges hi vivien persones soles el 16,1% de les quals corresponia a persones de 65 anys o més que vivien soles. El nombre mitjà de persones vivint en cada habitatge era de 2,18 i el nombre mitjà de persones que vivien en cada família era de 2,78.
Per edats la població es repartia de la següent manera: un 21,3% tenia menys de 18 anys, un 7,7% entre 18 i 24, un 26,3% entre 25 i 44, un 24,3% de 45 a 60 i un 20,4% 65 anys o més.
L'edat mediana era de 41 anys. Per cada 100 dones de 18 o més anys hi havia 79,5 homes.
La renda mediana per habitatge era de 25.999 $ i la renda mediana per família de 36.129 $. Els homes tenien una renda mediana de 30.629 $ mentre que les dones 21.425 $. La renda per capita de la població era de 17.126 $. Entorn del 16,5% de les famílies i el 20,7% de la població estaven per davall del llindar de pobresa.

## Poblacions més properes
El següent diagrama mostra les poblacions més properes.